# Alexandre de Rogissart
Alexandre de Rogissart (XVII secolo – XVIII secolo) è stato uno scrittore e viaggiatore francese attivo tra il 1706 e il 1738.

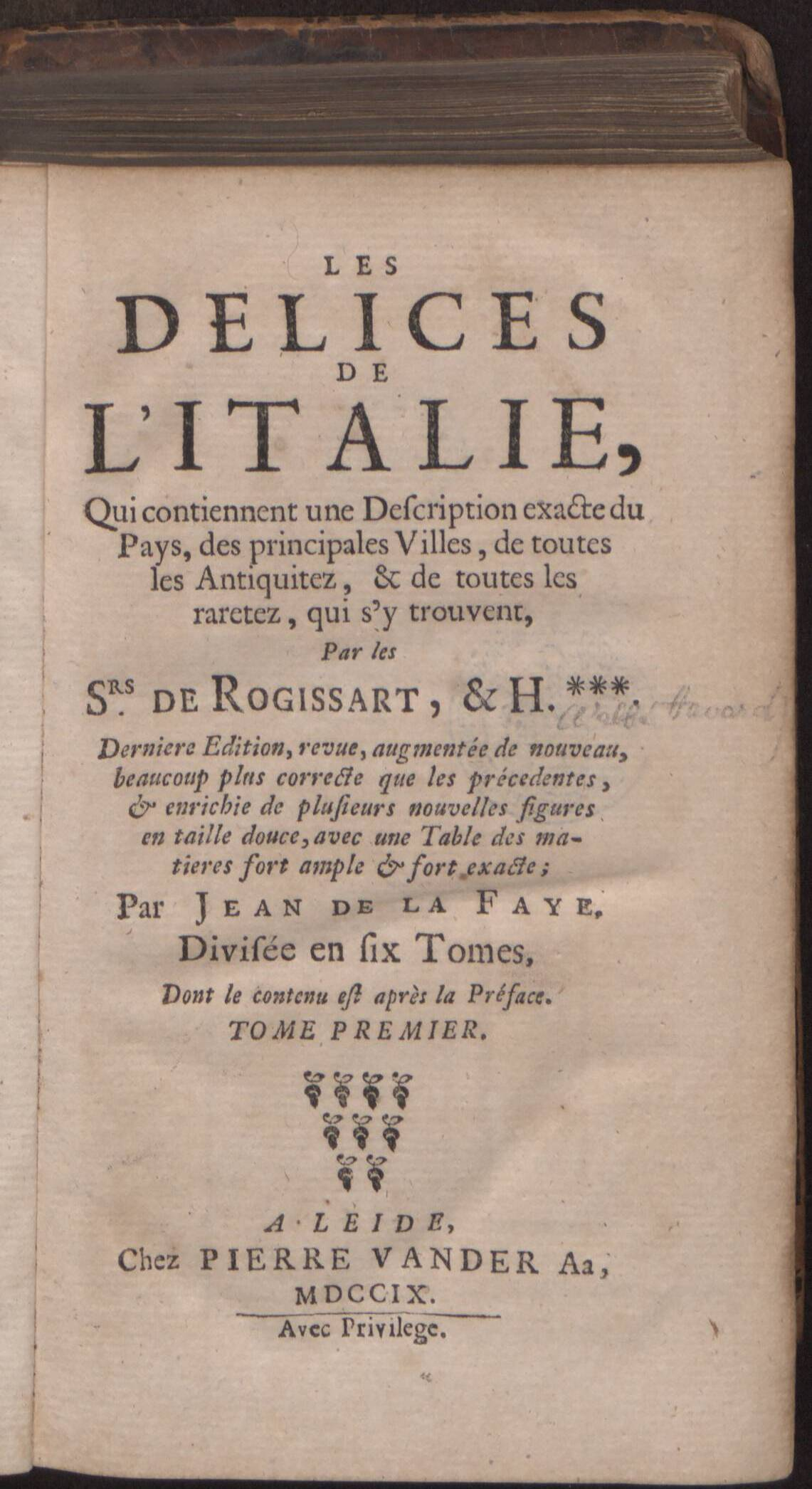
Delices de l'Italie, 1709

È conosciuto principalmente per la sua opera in sei volumi dedicata alla descrizione dell'Italia, Delices de l'Italie.

## Opere
- (FR) Delices de l'Italie, vol. 1, Leida, Pieter van der Aa, 1709.
- (FR) Delices de l'Italie, vol. 2, Leida, Pieter van der Aa, 1709.
- (FR) Delices de l'Italie, vol. 3, Leida, Pieter van der Aa, 1709.
- (FR) Delices de l'Italie, vol. 4, Leida, Pieter van der Aa, 1709.
- (FR) Delices de l'Italie, vol. 5, Leida, Pieter van der Aa, 1709.
- (FR) Delices de l'Italie, vol. 6, Leida, Pieter van der Aa, 1709.